# Высочанский, Виктор
Ви́ктор Высоча́нский (пол. Wiktor Wysoczański; 24 марта 1939, Высоцкое Вижнее, Львовское воеводство — 27 апреля 2023, Варшава) — глава Польско-католической церкви, епископ Варшавы (1995—2023).

## Биография
Родился 24 марта 1939 года в селе Верхнее Высоцкое (пол. Wysocko Wyżne), Турчанский повет, Львовское воеводство, Польша. В 1956 году во время акции переселения поляков с Украины был выслан на территорию Польши. Обучался в римско-католической духовной семинарии в населённом пункте Парадыж (сегодня — Госьциково). Оставив обучение в семинарии, перешёл в Польско-католическую церковь. С 1960 по 1964 год обучался в Христианской богословской академии в Варшаве, по окончании которой обучался на факультете права и администрации в университете Николая Коперника в Торуне и Варшавском университете. C 1971 по 1972 год обучался на христианско-католическом факультете Бернского университета.
2 февраля 1963 года Виктор Высочанский был рукоположен в священника епископом Максимилианом Роде. 15 мая 1975 года во время VI Синода Польско-католической церкви был избран епископом. 5 июня 1975 года состоялось рукоположение Виктора Высочанского в епископа. В 1995 году был выбран епископом варшавской епархии.
Скончался 27 апреля 2023 года на 84-м году жизни.

## Награды
- Офицерский крест Ордена Возрождения Польши (1984);.
- Командорский крест Ордена Возрождения Польши (1999);.